# Lilly Bølviken
Lilly Helena Bølviken (Arendal, 20 de marzo de 1914-11 de septiembre de 2011) fue una jueza y defensora de los derechos de las mujeres noruega. En 1968, se convirtió en la primera mujer en asumir como jueza de la Corte Suprema de Noruega, y anteriormente había ejercido como la única mujer jueza de la Corte Municipal de Oslo en 1952. Durante muchos años, fue miembro y vicepresidenta de la Asociación Noruego por los Derechos de las Mujeres.

## Carrera
Nació en Arendal. En 1952, trabajó como jueza de la Corte Municipal de Osolo, y entre 1968 y 1984, fue designada jueza de la Corte Suprema de Noruega, siendo la primera mujer en ocupar dicho cargo. Debido a su trabajo, fue condecorada con la Orden de San Olaf. Falleció en 2011.
Entre 1960 y 1966, Bølviken fue la primera vicepresidenta de la Asociación Noruega por los Derechos de las Mujeres, y miembro de la junta directiva de esta entre 1954 y 1966. También fue presidente del consejo supervisor de la Prisión de Bredtveit.